# Charles-François Bourgeois
Pour les articles homonymes, voir Bourgeois.
Charles-François Bourgeois , né le 8 mars 1759 à Issy et mort le 11 juillet 1821 à Paris, est un général français de la Révolution et de l’Empire.

## Biographie

### Du simple soldat au colonel d'infanterie légère
Il entre au service dans le régiment d'Auvergne-infanterie le 3 décembre 1777. Le 26 juillet 1778, il est grièvement blessé au combat naval d'Ouessant. Entré dans le 8e bataillon de volontaires de Paris, en 1792, il y est nommé capitaine à l'élection et lieutenant-colonel le 1er janvier 1793. Il fait avec ce bataillon les guerres de 1792 et 1793 aux armées du Nord et de la Vendée. Le 12 septembre 1793, il défend avec quatre hommes le pont de Cé contre une importante troupe de rebelles et s'y maintient sous le feu de la mousqueterie et de deux pièces placées sur la rive gauche de la Sarthe. Après la rupture du pont, il soutient vaillamment la retraite de la division du général Duhoux, qui a été mise en déroute. Cette action, dans laquelle il est blessé, lui mérite une arme d'honneur et une mention honorable dans le bulletin décadaire.
Le 28 ventôse an II, il passe avec son grade en qualité d'adjudant-général à l'armée de l'Ouest. Nommé chef de brigade le 23 brumaire an IV, il fait cette dernière campagne à l'armée des côtes de Cherbourg, puis celles des ans V et VI à l'armée d'Angleterre. Placé à la tête de la 19e demi-brigade légère le 1er frimaire an VII, il fait les guerres d'Italie de l'an VII à l'an IX. Lors de la bataille de Marengo, chargé par le général Berthier de se porter sur la droite de l'armée, il forme son régiment en colonne serrée par division, charge l'ennemi à la baïonnette jusqu'au village de Castel-Seviolo qu'il occupe dans la foulée et fait un grand nombre de prisonniers. Il se maintient ensuite dans cette position sous un feu meurtrier d'artillerie et fait éprouver de lourdes pertes à ses adversaires. La 19e légère et son colonel se font de nouveau remarquer en l'an IX au passage de la Brenta. Peu de jours après, le colonel Bourgeois engage devant Montebello un combat opiniâtre, chasse l'ennemi de Montecchio Maggiore, défendu par trois régiments autrichiens, et se rend maître de la ville : dans ce dernier engagement, un cheval est tué sous lui.

### À la tête du1erléger, 1803-1808
Mis en non-activité après l'embrigadement de l'an XI, il écrit au chef du gouvernement pour lui rappeler ses services passés et solliciter de l'emploi. Le Premier consul lui confie le commandement du 1er régiment d'infanterie légère le 1er vendémiaire an XII, le nomme chevalier de la Légion d'honneur le 19 frimaire et officier de cet ordre le 25 prairial suivant. Il fait avec une égale distinction les campagnes de l'an XII à 1807 aux armées d'Italie et de Naples. Il se signale particulièrement dans les Calabres, aux affaires de Martorano, de Sainte-Euphémie, de Reggio et de San Severo, les 5 avril, 4 et 11 juillet et 5 novembre 1806. Il s'illustre également pendant l'attaque du Strongoli le 22 février 1807. 
Le 1er léger, qui a été fort maltraité pendant ces longues et fatigantes campagnes, va se reconstituer et se réorganiser à Vérone en 1808. Passé avec son régiment à l'armée d'Espagne l'année suivante, il se couvre de gloire en Catalogne et en Aragon, notamment aux sièges de Valence, de Tortose et de Tarragone ainsi qu'à la prise du Montserrat. Le bulletin officiel le cite comme s'étant particulièrement fait remarquer à la prise d'assaut de Tarragone le 21 juin 1811.

### Général de brigade
Il reçoit le 6 août suivant, le brevet de général de brigade. Il est alors employé en cette qualité à l'armée d'Aragon. Peu de temps après, l'Empereur le crée baron de l'Empire. Appelé au commandement de la place de Mequinenza le 11 septembre 1812, il y est prisonnier avec sa garnison en 1814, après une longue et vigoureuse défense. Rentré en France après le traité de Paris, Louis XVIII l'emploie à la fin de cette année en qualité d'adjoint à l'inspecteur général des 18e et 19e divisions militaires. En 1815, Bourgeois offre ses services à Napoléon Ier et reçoit le commandement de la deuxième brigade de la 1re division du 1er corps de l'armée du Nord. Il est mis à la retraite lors de la Seconde Restauration par ordonnance du 1er août 1815. Il meurt le 11 juillet 1821 à Paris.